# 天津福利公司大楼
天津福利公司大楼是福利公司在中国天津建造的办公大楼。福利公司为当时天津专为外国人提供高档商品的专营商店，由外商创办于1900年前后，20世纪20年代选址在天津英租界的主要街道维多利亚道（今解放北路161号），作为天津租界时代留存下来的重要建筑之一，该建筑目前是一般保护等级历史风貌建筑。

## 建筑
天津福利公司大楼建于20世纪20年代，为三层混合结构商贸建筑。建筑外立面首层和二层为混水墙面，正立面一层设有通长雨篷棚，二层临街设有飘窗，三层及二层窗间墙外立面为红砖清水墙，建筑二、三层的清水墙采用部分丁头砖凸出墙面的组砌形式。建筑顶部为坡顶出大挑檐。